# ビール純粋令
ビール純粋令（ビールじゅんすいれい、ドイツ語: Reinheitsgebot）とは、1516年4月23日にバイエルン公ヴィルヘルム4世が制定した法。「ビールは、麦芽・ホップ・水・酵母のみを原料とする」という内容の一文で知られる。現在でも有効な食品に関連する法律としては世界最古とされている。

## 概要
1516年4月23日にバイエルン公国にてヴィルヘルム4世が制定したビール純粋令では「ビールは大麦、ホップ、水のみを原料とすべし」と原料を定めた。また、1マース（約1リットル）あたりの価格制限を定めている。またそれらを故意に破った醸造業者に対しては、生産したビール樽全てを押収すると罰則も定めている。
制定には大きく分けて2つの理由があり、ビールの品質の向上と、小麦やライ麦の使用制限を目的としていた。
16世紀当時のビールは、麦芽、水、ホップの主要な原料の他、香草、香辛料、果実が用いられていた。時には毒草さえ混じる粗悪なものや、そもそもビールとすら呼べないものさえ横行していた。バイエルンでは、国内のビール需要に対し質の良い北ドイツのビールを輸入していたが、当然のように割高になるため、自国内で安価で質の良いビールを生産、供給し、またそれにより税収を得ようとした。
小麦は、主要な食糧のパンの原料であったため、ビールへの使用を禁止することで食料を確保する狙いがあった。しかし宮廷醸造所や一部修道院での小麦の原料への使用を認めたので、貴族や富裕層が小麦のビールを独占することとなり、その利益は莫大となった。このことがヴァイツェン（白ビール）が「貴族のビール」と呼ばれる一因となっている。
1556年には、製法の研究から原料として新たに酵母の使用が許されている。
1871年にプロイセン王ヴィルヘルム1世がドイツ皇帝に就きドイツ帝国に統一した際に、バイエルンは統一の前提条件として、ドイツ全土へのビール純粋令の適用を求めた。これには他の地方の醸造業者が強く反発したものの、1906年にはドイツ全土でビール純粋令が適用された。ピルスナータイプのビールの流行と相まって、スパイス等を使用したビールの殆どが、ドイツから姿を消すことになった。
第一次世界大戦敗戦後のワイマール共和国やナチス・ドイツにおいても、ビール純粋令は継承されていた。ただしドイツの東西分断時代、ドイツ民主共和国（東ドイツ）においては原料不足のため、このビール純粋令に則らないビールも醸造されていた。東ドイツ工業規格TGLのうちビールの品質を定めたTGL7766ではビールの原料として、コメ等の澱粉やコーンスターチ、発芽していないオオムギ、砂糖、サッカリン、乳酸、食塩、食用色素、さらにタンニン・ペプシン・パパイン・ベントナイト等の安定剤も認められていた。
しかし、EC発足に際して、ビール純粋令は非関税障壁として問題となる。1987年、欧州司法裁判所は、ビール純粋令は保護主義を禁じているローマ条約に間接的に違反していると判断を下した。この結果ビール純粋令は、西ドイツ内の醸造業者による西ドイツ向けのビール醸造のみを対象とすることとなり、国外への輸出ビールや、西ドイツへの輸入ビールには適用されなくなった。
1993年、ドイツ連邦政府はビール純粋令をビール酒税法の一部として改めて法制化した。この新しい法律では、醸造に用いる酵母によって、原料を制限している。
現在でもドイツ国内の醸造所の多くは、ビール純粋令の内容によりドイツビールの品質が支えられ、市場競争力を得ているものと考えており、これを指針としてビール作りを続けている。例えば、バイエルンの醸造業者は、1993年の法制化にて、上面発酵ビールでは使用を認められている砂糖も使うことなく、従来のビール純粋令に従って醸造している。理由は、ビール純粋令に従って醸造したビールは、消費者から支持を受け、ブランドを守ることができるからである。

## 酵母に関する制限
ビール純粋令では、大麦麦芽のみを使う場合には下面発酵酵母を、小麦やライ麦の麦芽を使う場合には上面発酵酵母で醸造しなければならないと決められている。
下面発酵ビールの原料には、大麦麦芽とホップ、酵母、水だけを使わねばならないという制限が明文化された。また、上面発酵ビールの一部では、小麦麦芽やサトウキビから抽出した糖分を用いてもよいと明文化された。

## ビール純粋令以前
1516年にビール純粋令が制定される前の歴史については次のとおりである。
ビール純粋令公布前のバイエルンでは、原料コストを削減したことによる味の劣化を補うことや、高いアルコール度数で味をごまかすために、人体に悪影響を与える原料も平気で使っていた。その対策として、各地で醸造指令が出されていた。
各地の醸造指令は時と共に都市周辺も適用範囲となり、バイエルン公国全土を対象とした1516年のビール純粋令につながっていった。
1. 1165年、アウクスブルクでは低品質のビールを醸造した醸造所には罰金が課せられていた[1]。
2. 1300年頃のニュルンベルク市では、ビールを大麦以外の穀物で醸造してはならないという条例があった[2]。
3. 1486年、ランツフートの市議会は、松の皮や実などの人体に有害なものを原料としてビールを醸造してはならないという醸造指令を出した[1]。
4. 1487年には、アルブレヒト4世はミュンヘンの醸造業者に対して、ビールの原料は大麦、ホップ、水だけを使い、別のものを混ぜてはいけないと命じている[1][2]。また、この醸造指令ではビールの統一価格も決められている[1]。